# Ilse Uyttersprot
Ilse Uyttersprot, née le 10 mai 1967 à Termonde et morte assassinée le 4 août 2020 à Alost, est une femme politique belge flamande, membre du CD&V.

## Biographie
Licenciée en droit de l'Université de Gand en 1990, elle entame une carrière d'avocate au barreau de Termonde, poursuivie jusqu'en 1999. De 1996 à 1999, elle rejoint le cabinet du secrétaire d'État Réginald Moreels, en tant que préparatrice de dossiers destinés au conseil des ministres. Elle siège également au conseil provincial de Flandre orientale entre 1994 et 2000.
Devenue bourgmestre d'Alost et secrétaire d'UNIZO pour sa région, elle y reste après 2012 en tant qu'échevine avec Christoph D'Haese comme bourgmestre. Mais à la suite de divergences politiques, et d'accusations de fuite d'informations confidentielles, le collège d'Alost décide fin 2019 de lui retirer toutes ses compétences (sports, culture, jeunesse et religion).
Une vidéo diffusée sur Internet au mois d'août 2011 la dévoile en situation intime avec son compagnon de l'époque dans un lieu public. Au-delà de l'aspect anecdotique, le buzz créé par cette vidéo a suscité de nombreux débats, notamment quant à la déontologie et aux droits de l'homme.
Le matin du 4 août 2020, elle est assassinée par son compagnon,, qui s'est ensuite rendu à la police. L'homme, en couple avec elle depuis trois mois, était déjà connu de la justice pour violences intra-familiales,.

## Fonctions politiques
- Bourgmestre d'Alost de 2007 à 2012
- Députée fédérale belge du 10 juin 2007 au 12 mai 2010